# Geografia da América Latina

América Latina no globo terrestre.

A geografia da América Latina é o campo de estudos acerca da América Latina sob a perspectiva da geografia. A América Latina está toda localizada no hemisfério ocidental, sendo cortada pelo Trópico de Câncer, o qual atravessa o centro do México, pelo Equador, o qual corta o Brasil, Colômbia, Equador e pelo qual é tocado o norte do Peru; pelo Trópico de Capricórnio, o qual corta o Brasil, o Paraguai, a Argentina e o Chile. Está distribuída irregularmente pelos hemisférios norte e sul, devido à extensão da maioria de suas terras ao sul da Linha do Equador. Quase todas as terras da América Latina, estão localizadas na zona climática intertropical; uma porção menor está situada na zona temperada do norte e uma área muito grande localiza-se na zona temperada do sul. Tem como limites: ao norte, com os Estados Unidos; ao sul; com a junção das águas salgadas dos oceanos Atlântico e Pacífico; a leste, o oceano Atlântico; e a oeste, o oceano Pacífico.

## Relevo

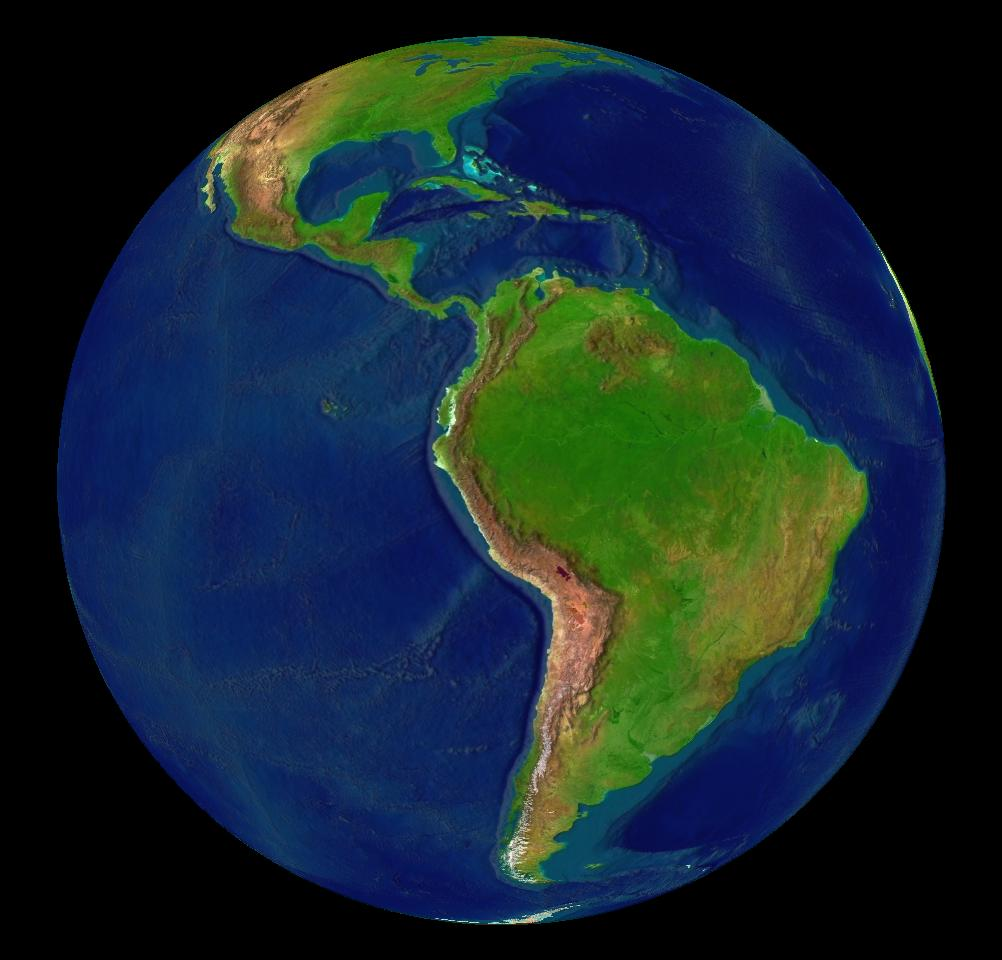
A América Latina como vista do espaço sideral.

A América Latina tem a mesma ordem de formas de relevo, no sentido norte-sul, em todas as latitudes. Dessa forma, há cinco unidades geomorfológicas mais importantes:

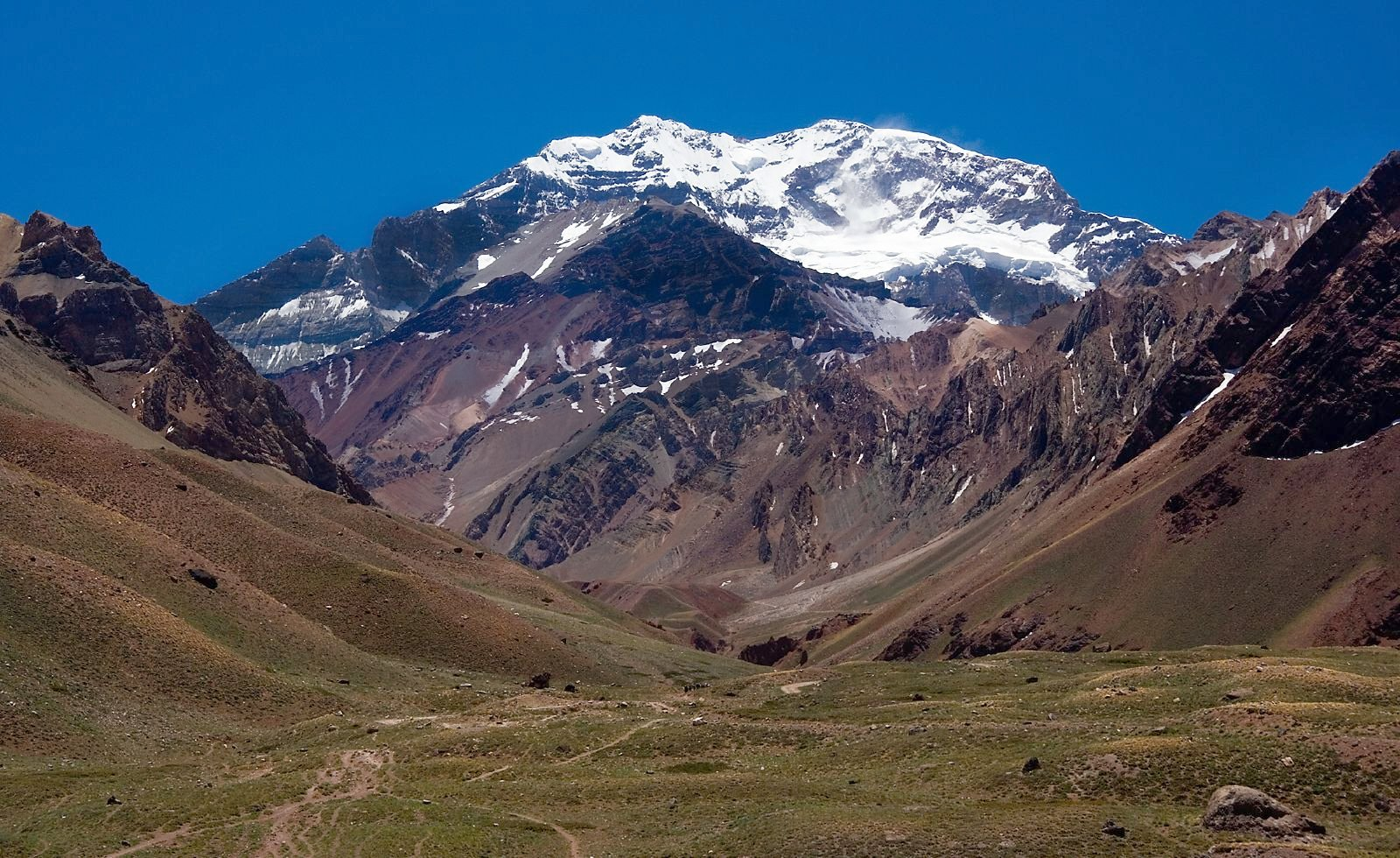
Monte Aconcágua, na região andina da Patagônia, a maior montanha do continente americano, com quase sete mil metros de altura.

- Baixadas litorâneas banhadas pelo oceano Pacífico, as quais aparecem muito curtas.
- Elevadas cordilheiras constituídas no período terciário, em que aconteceu grande tectonismo, depois que as camadas rochosas dobraram posteriormente, o que fez aparecer as cordilheiras. As elevadas cordilheiras latino-americanas apresentam altitudes acima de 5 mil metros e picos revestidos por neve e derivam ainda de demais surgimentos de tectonismo, como terremotos, da atividade de uma grande variedade de vulcões, certos dos quais prontificados para que entrem em ação. No México, a cordilheira é denominada de Sierra e constitui ambas as cristas horizontais (linhas no relevo pelas quais são reunidos os pontos de maior altitude), que recebem o nome de Sierra Madre Ocidental e Sierra Madre Oriental. Na América Central, essa cordilheira é formada por serras, como as de Isabela e Tatamanca. Na América do Sul, aparecem os Andes, cujo ponto culminante é o pico Aconcágua, com 6 959 metros, na Argentina. Assim como na Sierra Madre, os Andes possuem cristas, dentre as quais estão localizados planaltos de soerguimento, chamados na região de altiplanos, com altitudes acima a 3 mil metros.

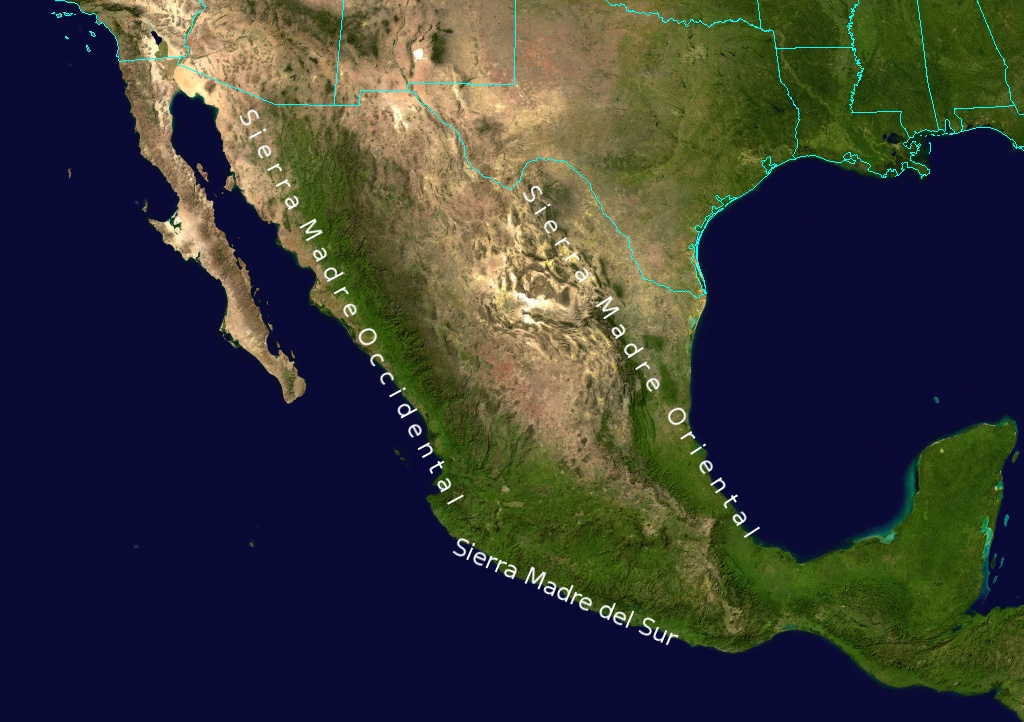
Sierra Madre.

- Grandes planícies banhadas por rios, na América do Sul (Amazônica, do Orinoco, do Magdalena, Platina, do Pantanal ou Chaco, entre outros), que situam-se dentre as cordilheiras ocidentais e os planaltos orientais.[3][4]
- Planaltos de desgaste na porção oriental da América do Sul, cujas altitudes são menores, que pouquíssimas vezes ultrapassam 2 mil metros, devido à formação do relevo regional por pedras de grande antiguidade, de grande desgaste pela erosão e não possuem surgimentos de tectonismo. Pertencem a este relevo os planaltos das Guianas e Brasileiro, tendo como pontos culminantes os picos da Neblina (3 014 metros), 31 de Março, da Bandeira, das Agulhas Negras, etc.[3][4]
- Baixadas litorâneas banhadas pelo oceano Atlântico, as quais são estreitas e somem, possibilitando o aparecimento de falésias ou litorais elevados, quer aparecem muito longas, originando grandes balneários naturais.[3][4]

## Clima

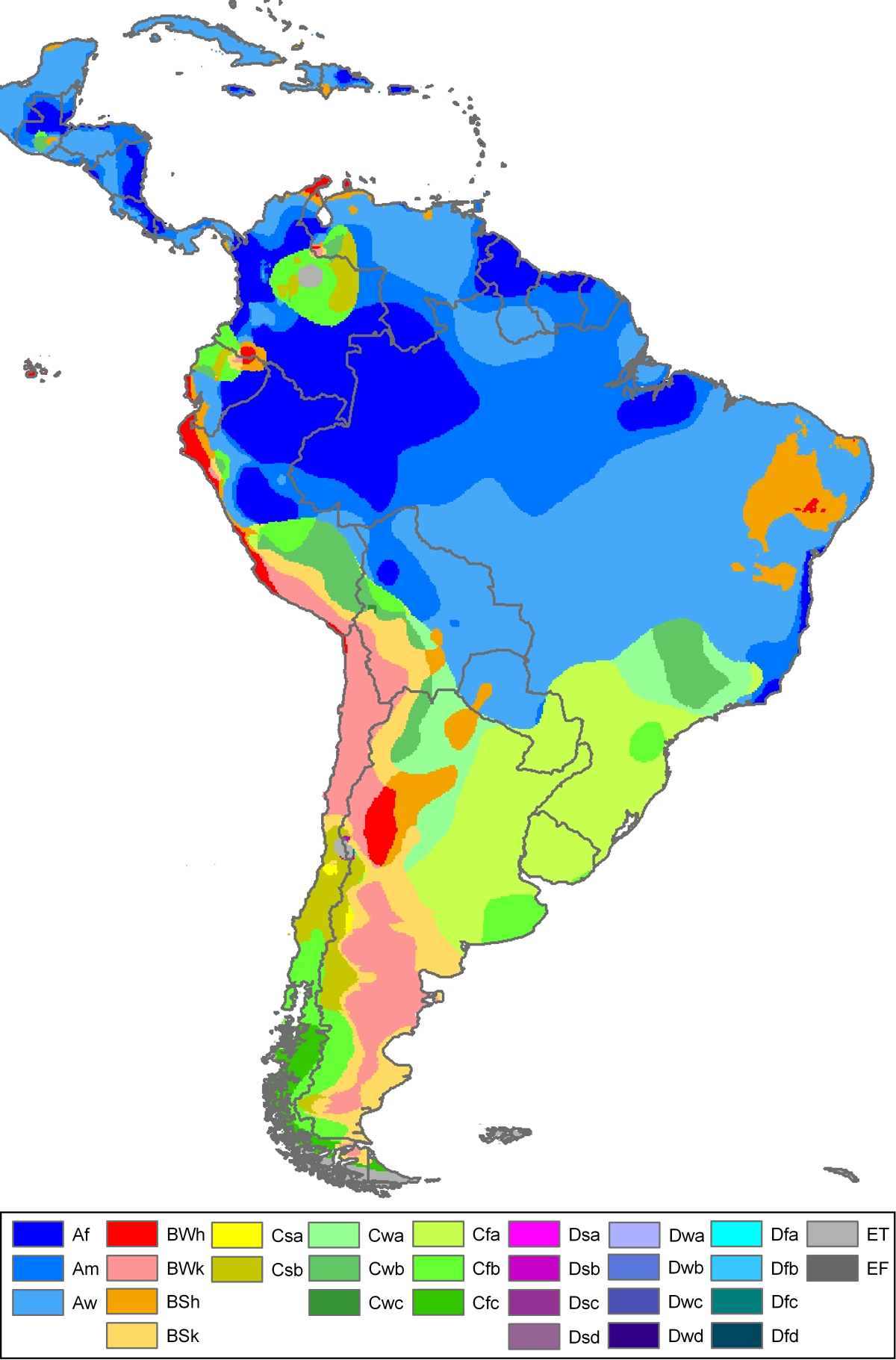
Mapa climático da América do Sul de acordo com a classificação climática de Köppen-Geiger.

Todos os climas regionais são dependentes de uma grande quantidade de fatores: latitude, altitude e relevo disposto, massas de ar, continentalidade, maritimidade, correntes marítimas, entre outros. Uma pequena ou grande latitude determina caso uma região esteja mais perto ou mais longe do Equador e, assim sendo, caso faça maior ou menor calor. Além disso, por causa do relevo, esta região, possivelmente, tem faixas térmicas diferenciadas, de acordo com a altitude.
Com embasamento nisto, é simples o entendimento de que em quase a América Latina inteira são predominantes temperaturas elevadas e quais essas se reduzem quando se dirigem ao polo Sul. Por esse motivo, a porção sul da América Latina, denominada de Cone Sul, é uma área de verões brandos e invernos gelados.
Por ser longamente disposto no sentido norte-sul, fazendo com que o território da América esteja situado em latitudes diferenciadas, ele é climaticamente muito diversificado. 
Na América Latina, merecem destaque os climas tropicais, úmidos ou secos, surgindo, em certos pontos, o tropical de altitude. Cercado por essa ampla extensão tropical, há um pedaço de clima equatorial, também enormemente grande, caracterizado por pequena amplitude térmica, temperaturas altas e chuvas permanentes. 
Desde o Trópico de Capricórnio, na América do Sul, os climas predominantes são modificados aos poucos depois que a latitude aumenta, começando a predominar os tipos climáticos temperados e frios. A temperatura influi mais em cima do relevo na porção ocidental, em que as cordilheiras possuem faixas de terras quentes, amenas e geladas. Estas faixas desaparecem à proporção em que reduz o distanciamento relacionado ao polo sul, em que mesmo ao nível do mar já localizam-se regiões continuamente frias. 
Na América Latina, os ventos colaboram para que seja alterado o regime chuvoso e as próprias temperaturas. Em certos países sul-americanos, especialmente nos dos centro-sul, a diminuição térmica nublada tem muita nitidez durante a chegada da frente fria.
As altas temperaturas da região equatorial trazem, no inverno, as massas de ar frio, as quais, em geral, causam chuvas e posterior diminuição da temperatura quando ela passa. No verão, no hemisfério sul, as temperaturas de maior elevação acontecem no centro da América do Sul, o que atrai ventos do oceano Atlântico.
Como qualquer região em que predomina o clima tropical, a América Latina contém vastos contrastes: certas áreas de grande umidade e demais de desertos ou semidesertos. As primeiras são frequentes na porção equatorial da América do Sul ou em regiões de litoral. Já as regiões de deserto aparecem principalmente no momento em que os ventos de umidade são impedidos de passar para o sertão pelo relevo. Há certos desertos (quantidade menor de 250 mm chuvas ao ano) na América Latina: Mexicano; de Atacama, do Chile ao Peru; e da Patagônia, no sul da Argentina. Essa porção das Américas tem regiões de semideserto nos planaltos mexicanos e no polígono das secas, na Nordeste do Brasil.
Uma quantidade chuvosa muito pequena é recebida por estas regiões de estiagem devido ao seu isolamento litorâneo pelo relevo disposto, dificultando que contatem com os ventos de umidade. O deserto de Atacama constituiu-se porque a corrente marítima de Humboldt influencia, e isso, quando esfria as águas do Pacífico, causa a condensação de nuvens cheias de vapor de água em cima do nível do oceano, fazendo elas chegarem secadas no continente.

## Hidrografia
Como seu relevo é disposto, a maior parte dos rios americanos, e especialmente latino-americanos, drenam no sentido oeste-leste, porque o paredão da cordilheira dos Andes faz eles se dirigirem ao Atlântico.

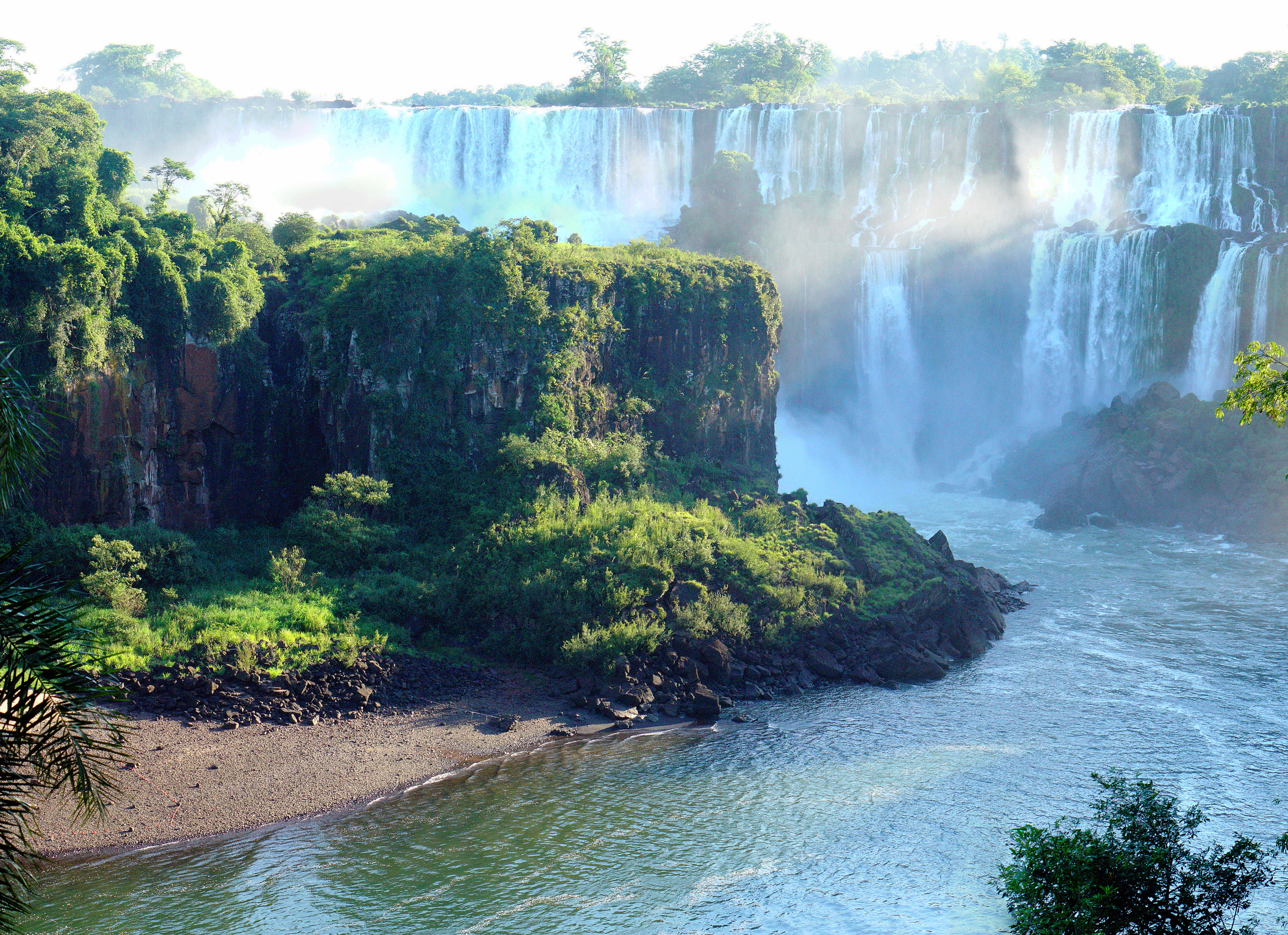
As Cataratas do Iguaçu, no Parque Nacional do Iguaçu.

Sendo, geralmente, uma região de grande umidade, a América Latina tem, na maioria de sua extensão, uma grande rede hidrográfica. Sobressaem: na América do Norte, o rio Grande, na fronteira Estados Unidos-México; na América Central, em Honduras, rio Patuca; na América do Sul, em sua parte norte, destacam-se os rios Madalena, na Colômbia, e Orenoco, na Venezuela, que desembocam no mar das Antilhas e pelos quais é banhada uma importante região agropecuária da fachada norte do continente, bem como demais rios principais os quais são projetados em suas porções central e sul, como o grande Amazonas e os rios Paraná, Paraguai e Uruguai, os quais compõem a bacia Platina, desembocando totalmente no oceano Atlântico.
Ao contrário da América do Norte, a América Latina não possui imensos lagos, no entanto, essa região tem numerosas lagoas em seu litoral, especialmente na vertente do Atlântico, como a lagoa dos Patos, no Brasil, lagoas de inundação nas planícies Amazônica e do Orenoco; e lagos de altitude, como o Titicaca, do Peru até a Bolívia.

## Vegetação

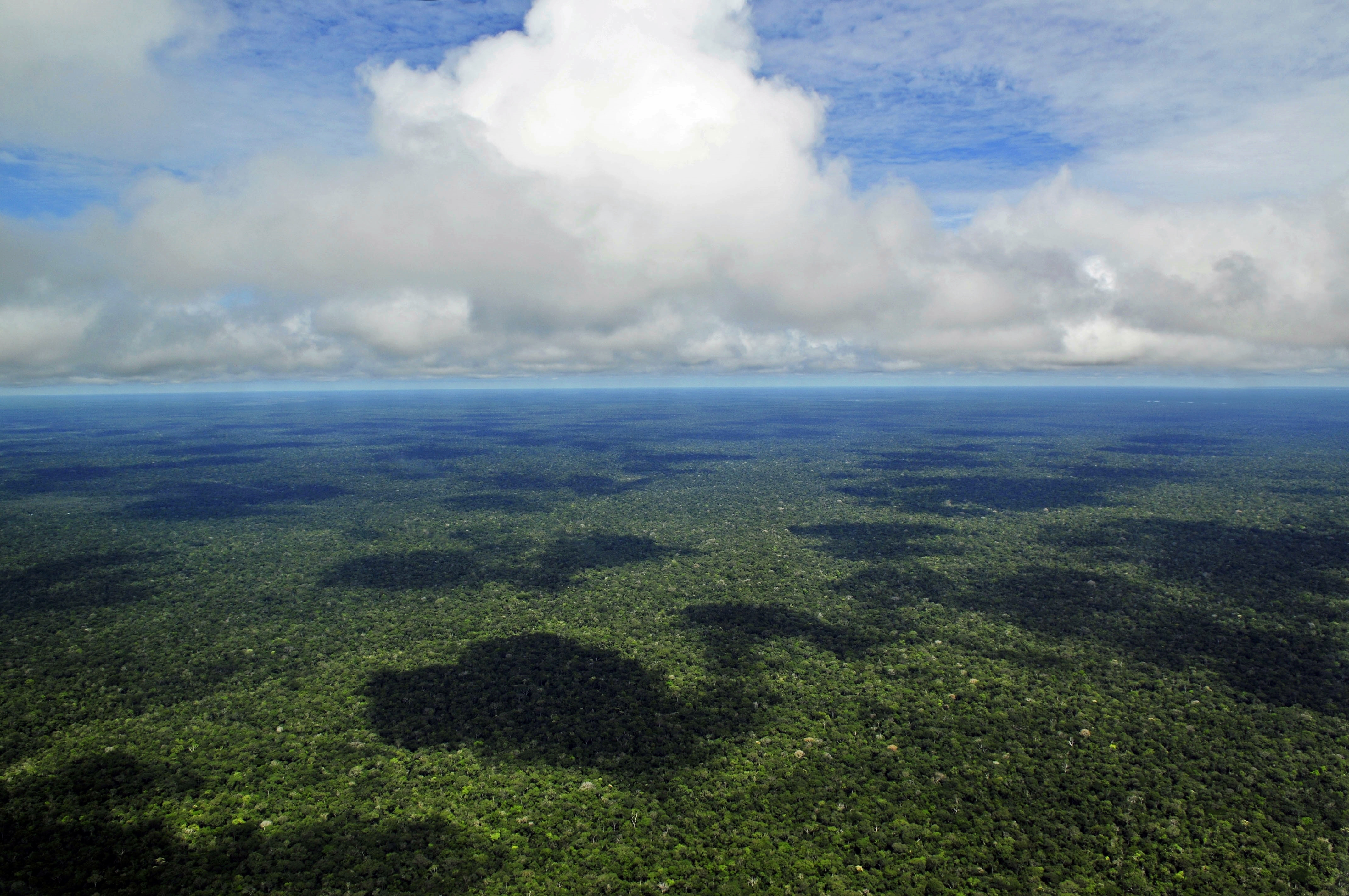
Amazônia, a mais rica e biodiversa floresta tropical do mundo. segundo vários ambientalistas.

A maioria da vegetação a qual cobria a América Latina até o século XVI desapareceu. Porém os países mais antigos desmatavam áreas consideradas "mato" na Idade Média para ocupar e ampliar as áreas férteis e já desmatavam as terras desocupadas desde tempos antigos, já que a maioria do território brasileiro ainda é coberto por matas nativas e a grande parte do território dos Estados Unidos é coberto por florestas nativas e o percentual é o mesmo desde o século XIX, o desmatamento trouxe mais áreas agrícolas, mas não trouxe enriquecimento econômico, que só aconteceu após a Revolução Industrial, porém desde 1970, muito tempo após a industrialização do continente europeu, passaram a recuperar as florestas desmatadas na época anterior as Primeira e Segunda Guerras Mundiais, porém a exceção ao desmatamento do território no Velho Mundo e na Ásia é o Japão, onde 68% da vegetação ainda está preservada e possui uma densidade populacional maior que da América Latina. Só se preservou a cobertura vegetal nos lugares de pouco interesse econômico ou em regiões de relevo íngreme, no entanto, de qualquer forma, é de grande facilidade a reconstituição da vegetação original, porque ela resultou do clima e do tipo de solo em que foi desenvolvida. Dessa forma, podem ser identificadas na região:
- Vegetação de clima equatorial: florestas da Amazônia e de parte da América Central. São florestas entrelaçadas, constituídas por árvores de vários comprimentos, de folhas longas, revestidas e rodeadas por muitas trepadeiras e vegetações diversificadas, de tal modo espessas que até mesmo a luz solar não consegue passar por elas.[11][17]
- Vegetação de clima tropical: Florestas ou savanas, na maioria da América Central e nas porções norte e central da América do Sul. Espessas e entrelaçadas florestas recobrem as regiões de maior umidade; nas áreas de menor umidade, destaca-se a savana, formada por árvores de pouco comprimento e arbustos ligados a uma formação vegetal rasteira, como o cerrado no Brasil, os lhanos na Venezuela e o chaco na Argentina e no Paraguai. Nas regiões tropicais semiáridas surge uma formação vegetal ainda mais pouco densa, por exemplo, a caatinga brasileira.[11][17]

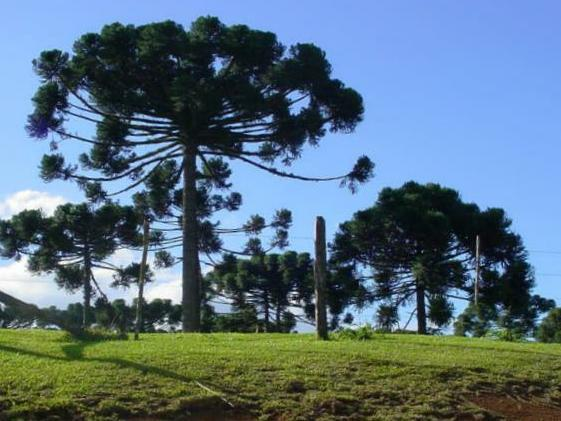
O pinheiro-do-paraná só é encontrado na América Latina.

- Vegetação de clima temperado: Florestas temperadas ou subtropicais e pampas na Argentina, no Uruguai, Chile e região Sul do Brasil. As primeiras são florestas de araucárias que, em geral, estão ligados a demais espécies; os pampas formam uma região de formação vegetal rasteira, boa pastagem orgânica.[11][17]
- Vegetação de clima frio: Coníferas no sul da Argentina e do Chile. É uma floresta arbórea, com plantas as quais têm folhas mais endurecidas e pontudas (aciculifoliadas).[11][17]
- Vegetação de altas montanhas: Nos Andes, a formação vegetal varia por causa das altas montanhas, as quais causam temperaturas menores e pouquíssimas chuvas.[11][17]
- Vegetação de clima desértico: Formada especialmente por arbustos e xerófitas, é caracterizada por ser uma vegetação bem espalhada. As punas do deserto de Atacama, no Chile e no Peru, destacam-se entre os outros desertos da América Latina, porque a altitude do relevo faz com que sua área de ocorrência seja um deserto gelado.[11][17]